# Crambus niitakaensis
Crambus niitakaensis là một loài bướm đêm trong họ Crambidae.